# 新大陸
新世界（英語：New World；拉丁語：。中文也称新大陸），是歐洲人於15世紀末發現美洲大陸及鄰近群島後對這片新土地的稱呼。

## 词源

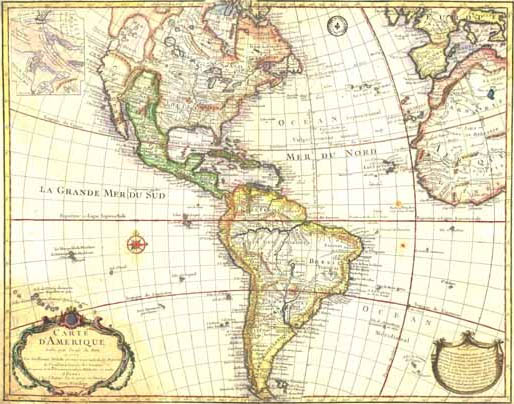
新大陸（Guillaume Delisle 1774)

塞巴斯丁·繆斯特所繪之美洲地圖，1540年出版

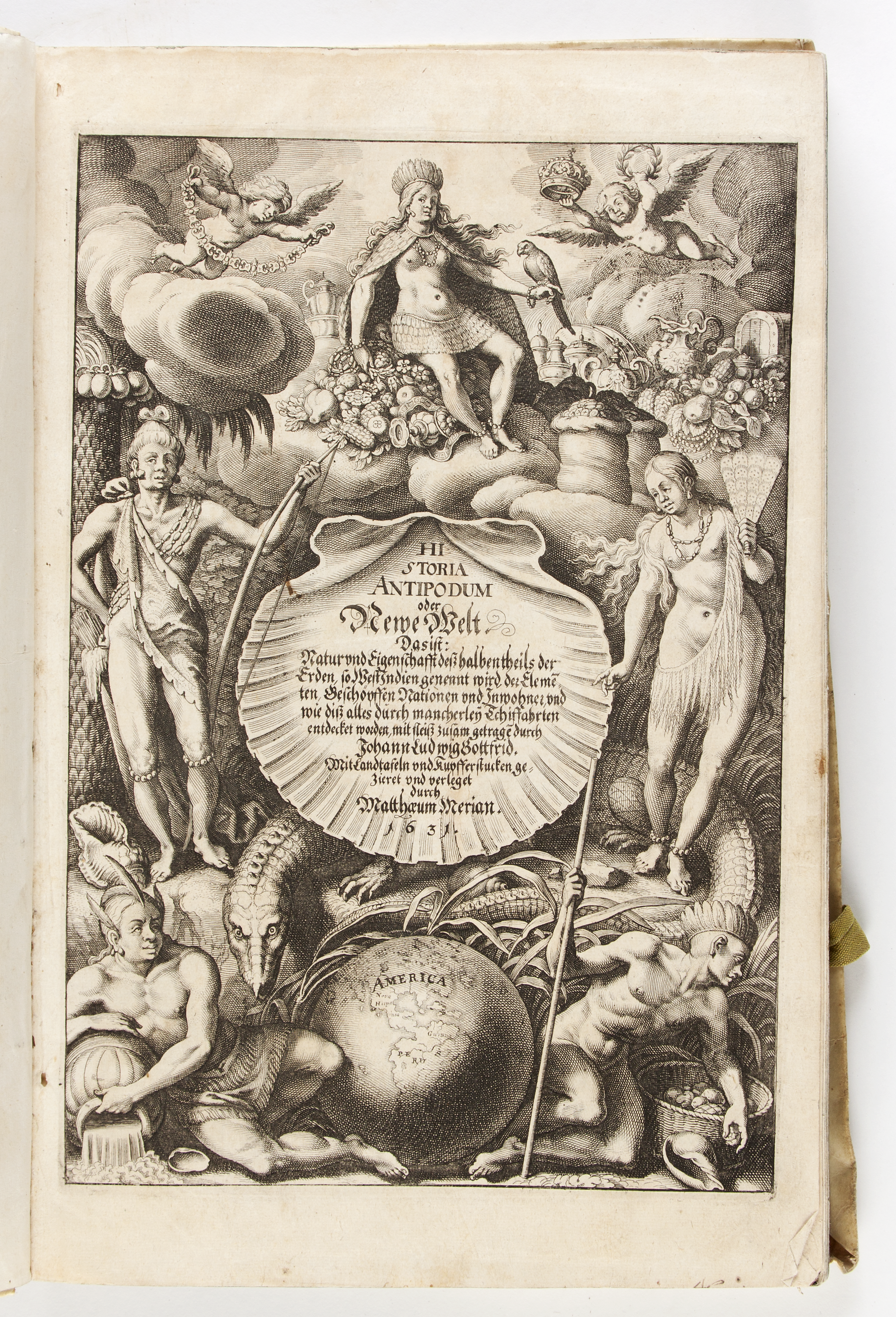
“新世界的歷史”，马特乌斯·梅里安繪，1631年

“新世界”（Mundus Novus）一词最初是在亚美利哥·韦斯普奇于1503年写给他的朋友和前赞助人洛伦佐·皮尔弗朗西斯科·德·美第奇的信件中所使用。以表明他的假设：欧洲航海家于西方发现的土地不是哥伦布认为的亚洲边缘，而是不同的大陆，一个“新世界”。

## 使用
其實最早发现并移民美洲的美洲原住民是亚洲人后裔，迁徙时间至晚约在一万年前，再者有維京人殖民北美。在發現新大陸前，美洲大陸對歐洲人來講是陌生的，幾乎沒有歐洲高加索人種存在其上，他們普遍認為整個世界只有歐亞非三個大洲而沒有其他大陸存在。最近數十年以來，「新大陸」這個名字被一些人認為具有歐洲中心主義，讓人覺得好像只有歐洲的觀點才是正確的。因此它的應用被局限在一些特定的場合裏：只在從歷史角度上探討哥倫布航行、西班牙人征服尤卡坦半岛等情形下，以及從生物學角度探討各大陸上物種時，人們才會用到「新大陸」這個詞。另一種觀點認為「新大陸」的「新」在於它對於人類來講是比較新的：人類在歐亞非「舊大陸」上生活的時間遠超過美洲大陸上有人居住的時間；因此當第一批遠古人類移民至美洲定居時，他們便抵達了「新大陸」。
美洲大陸固然是「新世界」一部分，澳洲在不同情形下可能被劃分為「新世界」或者「舊世界」，尤其是紐西蘭，因為它僅在哥倫布抵達美洲前數代人的時候才剛剛開始有人居住。從生物學角度來看，澳洲既不屬於新世界也不屬於舊世界，因為其上的動植物無論跟歐亞非大陸還是美洲大陸相比都相去甚遠。
在葡萄酒术语中，“新世界”不仅指美洲葡萄酒，还包括所有传统产区（欧洲、北非、近东）以外出产的葡萄酒。